# Маргессон, Генри, 1-й виконт Маргессон
Генри Дэвид Реджинальд Маргессон, 1-й виконт Маргессон (англ. Henry David Reginald Margesson, 1st Viscount Margesson; 26 июля 1890 — 24 декабря 1965) — британский политический деятель консервативного толка.

## Происхождение и образование
Родился 26 июля 1890 года. Старший сын сэра Мортимера Реджинальда Маргессона (1861—1947) и леди Изабель Огасты Хобарта-Хэмпден (? — 1946), дочери Фредерика Хобарта-Хэмпдена, лорда Хобарта, и сестры 7-го графа Бакингемшира. Он вырос в Вустершире и получил образование в школе Харроу и колледже Магдалины в Кембридже. Он не получил ученую степень, решив вместо этого искать счастья в США. Маргессон пошел добровольцем в начале Первой мировой войны в 1914 году и служил адъютантом в 11-м гусарском полку.

## Начало политической карьеры (1922—1931)
После войны Дэвид Маргессон занялся политикой по предложению лорда Ли из Фарема. На парламентских выборах 1922 года он был избран членом Палаты общин Великобритании от Аптона.
Вскоре после своего избрания он был назначен личным парламентским секретарем министра труда Андерсона Монтегю-Барлоу. На парламентских выборах 1923 года он потерял свое место, но на парламентских выборах 1924 года он вернулся в парламент от Регби и представлял этот округ в течение восемнадцати лет (до 1942 года).
Дэвид Маргессон был назначен помощником организатора государственного управления. Два года спустя он стал более старшим организатором с титулом младшего лорда казначейства до поражения консерваторов на парламентских выборах 1929 года. В августе 1931 года он был повторно назначен на ту же должность после формирования Национального правительства.

## Главный партийный организатор правительства (1931—1940)
После парламентских выборов в ноябре 1931 года он был повышен до старшей должности парламентского секретаря казначейства (главный партийный организатор правительства). Позиция Маргессона была во многих отношениях беспрецедентной, поскольку ему предстояло удержать у власти группировку, состоящую из консерваторов, Национальной лейбористской партии и двух групп либералов (официальной Либеральной партии и Либеральной национальной партии), которые стояли за единым правительством, стремившимся стоять выше партийной политики. Поскольку правительство располагало поддержкой 556 депутатов, а не всего 58 членов оппозиции, его главной задачей было обеспечить, чтобы правительство оставалось единым и могло принимать спорные законы, не рискуя при этом серьезной брешью в правительстве.
Это оказалось сложным несколько раз, поскольку различные части Национальной коалиции пришли к осуждению областей политики правительства. Маргессон принял метод строгой дисциплины в сочетании с избирательным использованием покровительства и социального эффекта остракизма, чтобы обеспечить себе каждый возможный голос. Примером его методов было его письмо самому молодому члену Палаты общин, будущему министру Джону Профьюмо, после норвежских дебатов, в которых Профьюмо выступал против других консерваторов.
Несмотря на такое поведение, Дэвид Маргессон оставался очень любимой личностью, и многие члены выражали ему личное восхищение. За пределами своих обязанностей он был известен как довольно общительный, а в парламентской партии мало кто его терпеть не мог. Однако основным разломом был вопрос о введении защитных пошлин на импорт в качестве прелюдии к переговорам о таможенном союзе в пределах Британской империи. Предлагаемая политика глубоко расколола консерваторов за предыдущие 30 лет, но к тому времени они, вместе с большинством членов правительства от Национальной лейбористской и Либеральной национальной партий, стали поддерживать эту политику во время Великой депрессии.
Однако Либеральная партия оставалась приверженной принципу свободной торговли и крайне не желала идти на компромисс. Хотя сами либералы едва ли имели поддержку 33 депутатов, они были одной из двух партий в правительстве с долгой независимой историей, и были опасения, что их уход превратит Национальное правительство в просто консервативный огрызок, чего хотел избежать премьер-министр Национальной лейбористской партии Рамсей Макдональд.
В 1933 году Дэвид Маргессон был назначен в Тайный совет Великобритании.
Дэвид Маргессон был сохранен в качестве главного организатора, когда Стэнли Болдуин стал премьер-министром в июне 1935 года, но ему пришлось столкнуться с дальнейшими разногласиями в партии по вопросам внешней политики и другим вопросам. Правительственное большинство было сокращено до 250 на парламентских выборах в ноябре 1935 года. В декабре утечка предложенного плана Хора-Лаваля по предоставлению двух третей Абиссинии Италии возмутила некоторых консервативных депутатов. Прочтение Маргессоном настроений привело к тому, что министр иностранных дел Сэмюэл Хор был исключен из правительства, чтобы успокоить страсти и сохранить правительство у власти.
Конец 1930-х годов был неспокойным временем для Национального правительства, когда восстания по внешней политике, по безработице, по сельскому хозяйству и по другим вопросам постоянно угрожали правительству. Маргессон сыграл важную роль в предотвращении многих восстаний и ограничении ущерба, наносимого другими. Он сыграл важную роль в предотвращении этих восстаний для Болдуина, а затем и Невилла Чемберлена. Однако недовольство внешней политикой правительства росло, особенно после того, как Великобритания вступила во Вторую мировую войну. Восемь месяцев конфликта, серьезные неудачи в норвежской кампании привели к двухдневным «Норвежским дебатам» 7 и 8 мая 1940 года, в ходе которых правительство подверглось резкой критике со стороны своих собственных сторонников и стало свидетелем массового восстания по вотуму доверия. Правительство сохранило большинство, но зондирование Маргессона показало, что это большинство находится под угрозой, если политический состав правительства не будет расширен. Когда Невилл Чемберлен понял, что он не в состоянии сделать это, он ушел в отставку, и его сменил Уинстон Черчилль.

## Государственный секретарь по военным вопросам (1940—1942)

Дэвид Маргессон (стоит, второй справа) с другими членами военного кабинета коалиции Уинстона Черчилля

Многие были удивлены, что Черчилль сохранил Маргессона в качестве главного организатора, не понимая, что между ними не было личной неприязни и что Черчилль был бы менее уважаем Маргессоном, если бы тот не выполнял свои функции главного организатора. Маргессон оказался полезной опорой, поскольку Черчилль укреплял свои позиции в правительстве.
Маргессон, проживавший в клубе «Карлтон» с момента своего недавнего развода, присутствовал при бомбардировке клуба Люфтваффе 14 октября 1940 года. Он остался без дома и некоторое время спал на самодельной кровати в подземной пристройке кабинета министров.
Когда в конце 1940 года должность государственного секретаря по военным вопросам стала вакантной, Дэвид Маргессон был повышен до этой должности. Маргессон показал себя компетентным и эффективным, но в феврале 1942 года Великобритания потерпела серьезные военные неудачи, включая потерю Сингапура. Черчилль был вынужден внести изменения в свою министерскую команду и найти козлов отпущения для катастроф. Маргессон был уволен и заменен своим собственным постоянным заместителем министра Джеймсом Григгом, что было беспрецедентным шагом. 27 апреля 1942 года для него был создан титул виконта Маргессона из Рагби в графстве Уорикшир. Его политическое влияние резко ослабло. Впоследствии он работал в лондонском Сити.

## Семья
29 апреля 1916 года Дэвид Маргессон женился на Фрэнсис Говард-Леггетт (30 ноября 1896 — февраль 1977), сводной сестре Альберты Монтегю, графини Сэндвич, и дочери Фрэнсиса Говарда Леггетта и Бетти Леггетт. У супругов был один сын и две дочери, но они развелись в 1940 году.
- Достопочтенная Джанет Хэмпден Маргессон (март 1918 — 6 июня 1968), в 1952 году она вышла замуж за Джорджа Генри Перрота Бьюкенена, от брака с которым у неё бвло двое дочерей.
- Достопочтенная Мэри Гей Хобарт Маргессон (3 мая 1919 — 14 марта 2017), в 1944 году она вышла замуж за подполковника Мартина Майкла Чарльза Чартериса, лорда Чартериса из Эмисфилда (1913—1999), от брака с которым у неё было трое детей.
- Фрэнсис Вир Хэмпден Маргессон, 2-й виконт Маргессон (17 апреля 1922 — 11 ноября 2014).

Лорд Маргессон скончался на Багамах в декабре 1965 года в возрасте 75 лет, и его преемником на посту виконта стал его единственный сын Фрэнсис.